# Deb Lacusta
Deborah Lacusta (15 de marzo de 1958; Detroit, Míchigan) es una guionista estadounidense, esposa del actor de voz de la serie animada Los Simpson Dan Castellaneta (quien interpreta a Homer Simpson y a otros personajes). Ha coescrito varios episodios del programa.

## Episodios deLos Simpson
Lacusta ha escrito los siguientes episodios junto a su esposo, Dan Castellaneta.
- «Days of Wine and D'oh'ses»
- «Gump Roast»
- «The Ziff Who Came to Dinner»
- «Kiss Kiss, Bang Bangalore»